# Ponto riscado
O ponto riscado, ponto cabalístico, ou grafia dos orixás, em religiões afro-brasileiras (como Candomblé, a Umbanda, a Quimbanda e a Quiumbanda) é uma grafia sagrada que representando a assinatura/símbolo do Guia; signos que manipulam portais/encruzilhadas (abertura/fechamento) e manipulam energias astrais e naturais (atração/repulsão). Refere-se à diagramas feitos a mão como símbolos representativos (desenhos geométricos, pontos cardeais, flechas, etc). Os desenhos são geralmente feitos com um giz especial de forma oval chamado pemba.
A grafia, lei de pemba, identifica se a entidade comunicante presente no local é: caboclo, ou preto-velho, ou Exu.

## Umbanda
Os pontos riscados na Umbanda são compostos de símbolos que têm o poder de invocar os espíritos, esses desenhos são a assinatura dos espíritos, já que a combinação de símbolos (setas, cruzes ou círculos) identificam o espírito invocado.
Na Umbanda os pontos riscados são compostos de vários elementos representados por desenhos que representam as vibrações, objetos e elementos ao trabalho. O ponto riscado além de representar a entidade, também é utilizado complementarmente na realização de trabalhos.

## Quimbanda
Na Quimbanda os pontos riscados são sigilosos como assinaturas e estão conectados a um conjunto de ideias pelas quais os espíritos ou entidades se conectam ao nosso plano terreno. Quando usados de forma apropriada, esses desenhos abrem as portas para o mundo sobrenatural e são usados para práticas divinatórias, quando desenhados no chão ou em um objeto, atrairão os espíritos. 
Os pontos riscados na Quimbanda representam os nomes sagrados dos espíritos e entidades os quais se manifestam de forma diferente a cada praticante. Os pontos também podem servir de amuletos, talismãs ou ferramentas de meditação.
Os sacerdotes da Quimbanda inscrevem os pontos em objetos de rituais de cerimônia, velas ou objetos de prata, cobre, ouro ou vidro, sendo considerados de grande poder mágico.  Os pontos também são desenhados no chão para convocar e comandar as entidades.

## Aruanda
O pontos riscados fazem parte da gira de Aruanda (paraíso espiritual), que normalmente inicia com essa grafia sagrada feita pelo babalorixá (sacerdote) no chão de terra, com os iaô (iniciado) em roda dançando e entoando os pontos cantados, acompanhados pelos tambores e oferendas.